# Szent Piór
Szent Piór (? – 360 körül) szentként tisztelt ókeresztény egyiptomi remete, az úgynevezett sivatagi atyák egyike.

## Élete
Remete Szent Antal tanítványa volt, aki később remeteként élt Szkétisz és Nitria között. Szigorú aszkézisben töltött életét 360 körül fejezte be. Az egyház szentként tiszteli, és január 15-én üli ünnepét.

## Egyéb külső hivatkozás
- http://catholicsaints.info/miniature-lives-of-the-saints-saint-pior-solitary/

## Lásd még
- Ortodox szentek listája
- Sivatagi atyák